# Klaus Schulze
Klaus Schulze (n. 4 august 1947, Berlin, Zona de ocupație sovietică – d. 26 aprilie 2022, Lüneburg, Saxonia Inferioară, Germania) a fost un muzician german, compozitor de muzică electronică. A folosit și pseudonimul de Richard Wahnfried, și a fost cofondatorul formațiilor Tangerine Dream și Ash Ra Tempel înainte să-și înceapă cariera solistică de peste 40 de albume (mai mult de 110 CD-uri), concepute de-a lungul a peste trei decenii.

## Activitate
În 1969, Klaus Schulze a fost baterist la Tangerine Dream pentru albumul lor de debut, Electronic Meditation. Un an mai târziu a părăsit formația pentru a întemeia Ash Ra Tempel împreună cu Manuel Göttsching, dar numai după un an a renunțat și la acest proiect. Pornind din acest moment, se va concentra numai pe activitatea solistică, debutând cu albumul Irrlicht. În ciuda lipsei de sintetizatoare, acest album proto-ambiental este considerat foarte important pentru dezvoltarea muzicii electronice. Următorul album va fi Cyborg, asemănător primului, cu un singur adaos: sintetizatorul EMS Synthi A. 

## Discografie

### Albume
- Irrlicht (August 1972)
- Cyborg (Octombrie 1973)
- Blackdance (1974)
- Picture Music (Ianuarie 1975)
- Timewind (August 1975)
- Moondawn (16 aprilie 1976)
- Body Love (Februarie 1977 - soundtrack)
- Mirage (Aprilie 1977)
- Body Love Vol. 2 (Decembrie 1977)
- X (Septembrie 1978)
- Dune (1979)
- ...Live... (1980)
- Dig It (31 octombrie 1980)
- Trancefer (1 octombrie 1981)
- Audentity (Februarie 1983)
- Dziekuje Poland Live '83 (1983 - live)
- Angst (Martie 1984 - soundtrack)
- Inter*Face (1985)
- Dreams (1 noiembrie 1986)
- En=Trance (7 aprilie 1988)
- Miditerranean Pads (28 februarie 1990)
- The Dresden Performance (Octombrie 1990 - live)
- Beyond Recall (24 iunie 1991)
- Royal Festival Hall Vol. 1 (9 noiembrie 1992 - live)
- Royal Festival Hall Vol. 2 (9 noiembrie 1992 - live)
- The Dome Event (Martie 1993 - live)
- Le Moulin de Daudet (3 mai 1994 - soundtrack)
- Goes Classic (26 iunie 1994)
- Totentag (1 septembrie 1994)
- Das Wagner Desaster Live (1 decembrie 1994 - live)
- In Blue (28 februarie 1995)
- Are You Sequenced? (27 septembrie 1996)
- Dosburg Online (24 noiembrie 1997)
- Live @ KlangArt (16 iulie 2001 - live)
- Moonlake (2005)
- Kontinuum (7 iunie 2007)
- Farscape (4 iulie 2008 - cu Lisa Gerrard)
- Rheingold (2008 - live cu Lisa Gerrard)
- Dziekuje Bardzo (2009 - live cu Lisa Gerrard)

### Box seturi
- Silver Edition (1993)
- Historic Edition (1995)
- Jubilee Edition (1997)
- The Ultimate Edition (2000)
- Contemporary Works I (2000)
- Contemporary Works II (2002)

### Compilații și promo-uri
- 2001 (1991)
- The Essential 72-93 (1994)
- Trailer (1999)
- Andromeda (2003 - Promo CD)
- Ion (2004 - Promo CD)
- Come Quietly (2009 - Promo CD cu Lisa Gerrard)
- Hommage a Polska (2009 - Promo CD)